# Бардин, Алексей Иванович
Алексей Иванович Бардин (1898—1920) — красноармеец Рабоче-крестьянской Красной Армии, участник Гражданской и советско-польской войн, дважды краснознамёнец (1920, 1921).

## Биография
Алексей Бардин родился в 1898 году. В 1919 году он пошёл на службу в Рабоче-крестьянскую Красную Армию. Участвовал в боях Гражданской войны, будучи красноармейцем команды пеших разведчиков 55-го стрелкового полка 7-й стрелковой дивизии Западного фронта. Неоднократно отличался в боях.
19 марта 1919 года в бою за деревню Середы Бардин с товарищами под массированным вражеским огнём бросился на проволочные заграждения противника и, несмотря на отсутствие необходимых инструментов, голыми руками сняли их, после чего первыми ворвались во вражеские окопы, увлекая за собой основные силы. Приказом Революционного Военного Совета Республики № 490 от 11 октября 1920 года красноармеец Алексей Бардин был награждён первым орденом Красного Знамени РСФСР.
Участвовал в советско-польской войне, в том числе в боях на Висле в районе Варшавы, где и погиб. Приказом Революционного Военного Совета Республики № 353 от 31 декабря 1921 года красноармеец Алексей Бардин посмертно был награждён вторым орденом Красного Знамени РСФСР.